# Burgstall Pfaffendorf
Der Burgstall Pfaffendorf ist eine kleine abgegangene mittelalterliche Höhenburg auf einem Bergsporn des Großen Kordigast über dem Tal der Weismain. Sie befindet sich rund 1000 Meter südlich der katholischen Filialkirche St. Georg von Pfaffendorf und etwa 2450 Meter südsüdwestlich der Ortsmitte der Gemeinde Altenkunstadt im oberfränkischen Landkreis Lichtenfels in Bayern, Deutschland. Über diese Spornburg sind keine geschichtlichen oder archäologischen Informationen bekannt, sie wird grob als mittelalterlich datiert Erhalten ist von der Anlage nur ein Halsgraben. Die Stelle ist als Bodendenkmal Nummer D-4-5833-0054: Mittelalterlicher ebenerdiger Ansitz geschützt.

## Beschreibung
Die kleine Burgstelle befindet sich auf etwa 403 m ü. NN Höhe auf einem nach Nordnordosten gerichteten und rund 500 Meter langen Bergsporn des Großen Kordigast, der im Osten vom Steilabfall zum Tal der Weismain und ihrer Nebentäler, im Norden zum Tal des Kapellenbaches und an der Westseite zum Rothental geschützt wurde. An der Südwestseite setzt sich das Vorgelände der Anlage als gering abfallender Bergrücken fort, bevor er bis auf die 535,7 m ü. NN hohe Bergkuppe des Großen Kordigast ansteigt. Dort war die Burg von Natur aus am geringsten gesichert. Aus diesem Grund wurde an dieser Seite ein bogenförmiger Halsgraben angelegt.
Der Burgstall gehört zum Typus des ebenerdigen Ansitzes, das bedeutet, seine befestigte Innenfläche liegt gegenüber dem Vorgelände, dem Bergrücken im Südwesten, im Gegensatz zum Turmhügel nicht wesentlich erhöht. Befestigt wurde eine nur 15 × 10 Meter große Fläche, die Anlage macht einen unfertigen Eindruck.